# Thoirette-Coisia
Thoirette-Coisia ist eine französische Gemeinde im Département Jura in der Region Bourgogne-Franche-Comté. Sie gehört zum Kanton Moirans-en-Montagne im Arrondissement Lons-le-Saunier. Sie entstand als Commune nouvelle mit Wirkung vom 1. Januar 2017, indem die bisherigen Gemeinden Thoirette und Coisia durch ein Dekret vom 19. Dezember 2016 zusammengelegt wurden. Sie sind seither Communes déléguées. Thoirette ist der Hauptort (Chef-lieu).
Thoirette-Coisia ist die südlichste Gemeinde des Départements Jura. Die Gemeinde grenzt an Vosbles-Valfin und Cornod im Westen, Lavans-sur-Valouse, Vescles und Condes im Norden, Dortan im Nordosten, Samognat und Matafelon-Granges im Osten sowie Corveissiat und Aromas im Süden.

## Gliederung
| Ortsteil                      | ehemaliger INSEE-Code | Fläche (km²) | Höhenlage (m) | Einwohnerzahl (2019) | Dichte (Einw. je km²) |
| ----------------------------- | --------------------- | ------------ | ------------- | -------------------- | --------------------- |
| Coisia                        | 39158                 | 6,73         | 285–756       | 175                  | 26,0                  |
| Thoirette (Verwaltungssitz)00 | 39530                 | 8,77         | 275–635       | 680                  | 77,5                  |